# Mołczadź (wieś)
Mołczadź, dawniej Mołczadnia (biał. Моўчадзь, jidysz: מייטשעט, Meitszet) – wieś na Białorusi w rejonie baranowickim obwodu brzeskiego, nad rzeką Mołczadź (Mołczadka). Wchodzi w skład mołczadzkiej rady wiejskiej, stanowiąc zarazem jej centrum administracyjne.
Znajduje tu się przystanek kolejowy Mołczadź, leżący na linii Równe – Baranowicze – Lida – Wilno. Inne instytucje we wsi to: mołczadzki wiejski szpital rejonowy, przedszkole, parafialna cerkiew prawosławna Świętych Piotra i Pawła (1869-73).
Przez Mołczadź przechodzi droga krajowa R-108 Baranowicze - Mołczadź - Zdzięcioł.

## Historia
Miejscowość była w przeszłości miasteczkiem. W latach 1921–1939 była siedzibą gminy wiejskiej Mołczadź w powiecie słonimskim, a od 22 stycznia 1926 w baranowickim województwa nowogródzkiego II Rzeczypospolitej. W 1921 roku liczyła 1483 mieszkańców.
Podczas okupacji hitlerowskiej, w lipcu 1941 roku Niemcy utworzyli getto dla żydowskich mieszkańców. Przebywało w nim około 3500 osób. 18 czerwca 1942 roku Niemcy zlikwidowali getto, a Żydów zamordowano. Sprawcami zbrodni byli Niemcy z SD z Baranowicz, niemiecka żandarmeria oraz bałtycka i białoruska policja. 

## Znane osoby urodzone we wsi
- Aleksander Danilewicz (1877-1949) — białoruski pedagog, publicysta, matematyk.